# Palo Alto
Palo Alto (špan. „vysoký kůl“) je samosprávné město v oblasti San Francisco Bay Area. Město se nachází na severozápadním cípu okresu Santa Clara. Leží asi 50 km jižně od San Francisca a asi 20 km severně od San José. Palo Alto založil podnikatel Leland Stanford st., který založil také Stanfordovu universitu. Město je známé tím, že zde sídlí největší a nejprestižnější technologické společnosti, například Hewlett-Packard (HP), Space Systems, Tesla Motors nebo Skype. Další společnosti mají svá korporátní sídla v okolí Palo Alto, jako například Apple, Google, Facebook, Electronic Arts, Logitech, Pinterest, PayPal, Adobe Systems, Intel, eBay, nVidia, Oracle Corporation nebo Twitter.
K roku 2020 mělo město 68 572 obyvatel a je jedním z nejprestižnějších a ohledně životních nákladů jedním z nejdražších měst napříč celými Spojenými státy.

## Historie

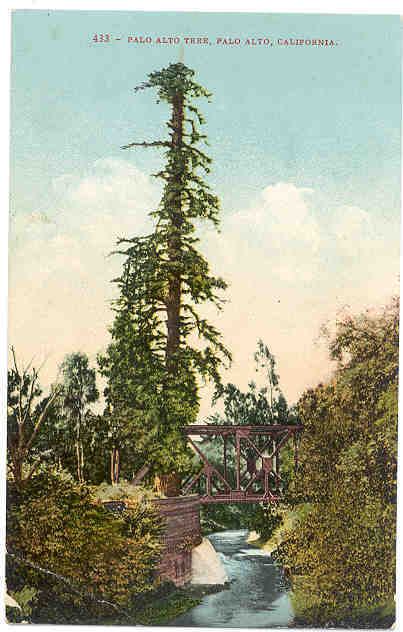
sekvoj El Palo Alto

Historie oblasti, ve které se nachází dnešní Palo Alto, sahá do roku 1769, kdy se o místu zmínil španělský kolonizátor Gaspar de Portolá jako o indiánské osadě kmene Ohlone. Po svém návratu do tehdy nově založeného San Diega Portolá uskutečnil expedici se 63 muži a 200 koňmi, původně s cílem misie v místě dnešního města Monterrey (asi 200 km jižně od San Franciska). Kvůli husté mlze však misii minuli a pokračovali až k dnešní Sanfranciské zátoce. Expedice pokračovala dále podél Sanfranciské zátoky, překročila říčku San Francisquito Creek, u které se také nakonec v listopadu 1769 utábořila v místě, kde dodnes stojí vysoká sekvoj zvaná El Palo Alto (ve španělštině to znamená „vysoký kůl“).
V průběhu 19. století zde pod španělskou vládou vznikaly veliké ranče. Španělský odkaz je ve městě patrný dodnes, jelikož mnoho budov a ulic má španělský název. Mezi příklady lze uvést Pena Court, Miranda Avenue či samotný název města.   
Roku 1855 se na jihu dnešního města zrodilo město Mayfield. Přesně o 20 let později zde koupil francouzský podnikatel Jean Baptiste Paulin Caperon pozemek o výměře přes 100 000 m2, který pojmenoval Ayrshire Farm. Dominantou farmy byla 15 m vysoká cihlová věž. Roku 1882 farmu koupil americký podnikatel a politik Leland Stanford. Ten zdejší pozemky začal skupovat již roku 1876. Roku 1891 zde se svou ženou Jane založil později slavnou Stanfordovu universitu a věnoval ji památce svého zesnulého syna. Nápad založit zde universitu měl Stanford poprvé roku 1886, dva roky po smrti tohoto syna. Původně chtěl universitu postavit na pozemcích města Mayfield, nicméně pod podmínkou, že ve městě bude zakázáno požívat alkohol. Jenže Mayfield, proslulý svými bary a nočními podniky, tomuto požadavku nevyhověl, což Stanforda vedlo k myšlence založit město vlastní. Roku 1887 si proto za pomoci svého přítele Timothyho Hopkinse ze společnosti Southern Pacific Raliroads koupil pozemek o výměře 3 km2 a na něm začal s výstavbou university. O čtyři roky později byl komplex dokončen, o další tři roky později bylo založeno Palo Alto. Město závratnou rychlostí rostlo a zanedlouho již bylo srovnatelně velké se sousedním městem Mayfield. V létě 1925 pak obyvatelé města Palo Alto hlasovali o připojení k Mayfieldu a o pouhé čtyři dny později, 6. června 1925, bylo město Mayfield minulostí. To vysvětluje, proč má Palo Alto dvě městská centra.

## Geografie
Městem Palo Alto protéká mnoho říček, které se vlévají do vod Tichého Oceánu v Sanfranciské zátoce. Mezi ty nejvýznamnější patří na východě Adobe Creek, na západě San Francisquito Creek, a mezi nimi protéká Matadero Creek.
Palo Alto má také velmi rozmanité prostředí. Lze zde nalézt estuár, což je typ říčního ústí do oceánu, stromořadí oddělující vodní toky od okolního prostředí, nebo například dubové háje. Město má středomořské klima s vlhkou zimou a suchým, teplým létem. Průměrná teplota v lednu se pohybuje mezi 3,6 a 14,1 °C, v červenci od 12,7 do 25,8 °C. Měřitelné srážky se zde vyskytují průměrně 57 dní v roce, sníh je vzácný. Naposledy na Palo Alto napadl v roce 1962.
| Palo Alto (1981–2010) – podnebí | Palo Alto (1981–2010) – podnebí | Palo Alto (1981–2010) – podnebí | Palo Alto (1981–2010) – podnebí | Palo Alto (1981–2010) – podnebí | Palo Alto (1981–2010) – podnebí | Palo Alto (1981–2010) – podnebí | Palo Alto (1981–2010) – podnebí | Palo Alto (1981–2010) – podnebí | Palo Alto (1981–2010) – podnebí | Palo Alto (1981–2010) – podnebí | Palo Alto (1981–2010) – podnebí | Palo Alto (1981–2010) – podnebí | Palo Alto (1981–2010) – podnebí |
| Období                          | leden                           | únor                            | březen                          | duben                           | květen                          | červen                          | červenec                        | srpen                           | září                            | říjen                           | listopad                        | prosinec                        | rok                             |
| ------------------------------- | ------------------------------- | ------------------------------- | ------------------------------- | ------------------------------- | ------------------------------- | ------------------------------- | ------------------------------- | ------------------------------- | ------------------------------- | ------------------------------- | ------------------------------- | ------------------------------- | ------------------------------- |
| Průměrné denní maximum [°C]     | 14,7                            | 16,4                            | 18,7                            | 20,9                            | 23,5                            | 25,8                            | 26,4                            | 26,3                            | 26,4                            | 23,3                            | 18,2                            | 14,6                            | 21,3                            |
| Průměrné denní minimum [°C]     | 3,6                             | 4,8                             | 6,2                             | 7,1                             | 9,3                             | 11,3                            | 12,8                            | 12,7                            | 11,4                            | 8,9                             | 5,8                             | 3,3                             | 8,1                             |
| Průměrné srážky [mm]            | 77,7                            | 84,1                            | 63,2                            | 24,9                            | 12,2                            | 2,3                             | 0                               | 0,8                             | 3,8                             | 19,3                            | 49,8                            | 74,9                            | 413                             |
| [zdroj?]                        |                                 |                                 |                                 |                                 |                                 |                                 |                                 |                                 |                                 |                                 |                                 |                                 |                                 |

## Demografie
K roku 2010 žilo ve městě 64 403 obyvatel, hustota tedy byla 964 osob/km2. Stejný průzkum ukázal, že naprostá většina obyvatel (99,1%) žije v domech. Rasové složení bylo následující:
- 64,2 % Bílí Američané
- 1,9 % Afroameričané
- 0,2 % Američtí indiáni
- 27,1 % Asijští Američané
- 0,2 % Pacifičtí ostrované
- 2,2 % Jiná rasa
- 4,2 % Dvě nebo více ras

Obyvatelé hispánského nebo latinskoamerického původu, bez ohledu na rasu, tvořili 6,2 % populace.

## Hospodářství
Palo Alto je spolu s městem San José často označováno za centrum Silicon Valley. V informatice či technologickém průmyslu zde pracuje téměř 100 000 lidí. Vznikla zde řada high-tech firem jako Amazon, AOL, Facebook, Google, Hewlett-Packard nebo Tesla Motors. Další firmy zde mají výzkumná střediska, například BMW, Dell, Lockheed Martin, Nokia, Skype nebo Sun Microsystems. Největším zaměstnavatelem je Stanfordova univerzita (10 tisíc), její nemocnice (5,5 tisíc), dětská nemocnice (3,5 tisíc) a Hewlett-Packard (2 tisíce).

## Doprava
Palo Alto má vlastní letiště s velmi hustým provozem malých letadel, jimiž lidé denně létají do zaměstnání. Má dvě nádraží na trati, která je spojuje se San Franciscem a San José, a leží blízko křižovatky dálnice 101 a mezistátní dálnice 280. Příměstskou dopravu obstarávají hlavně autobusy.

## Fotogalerie

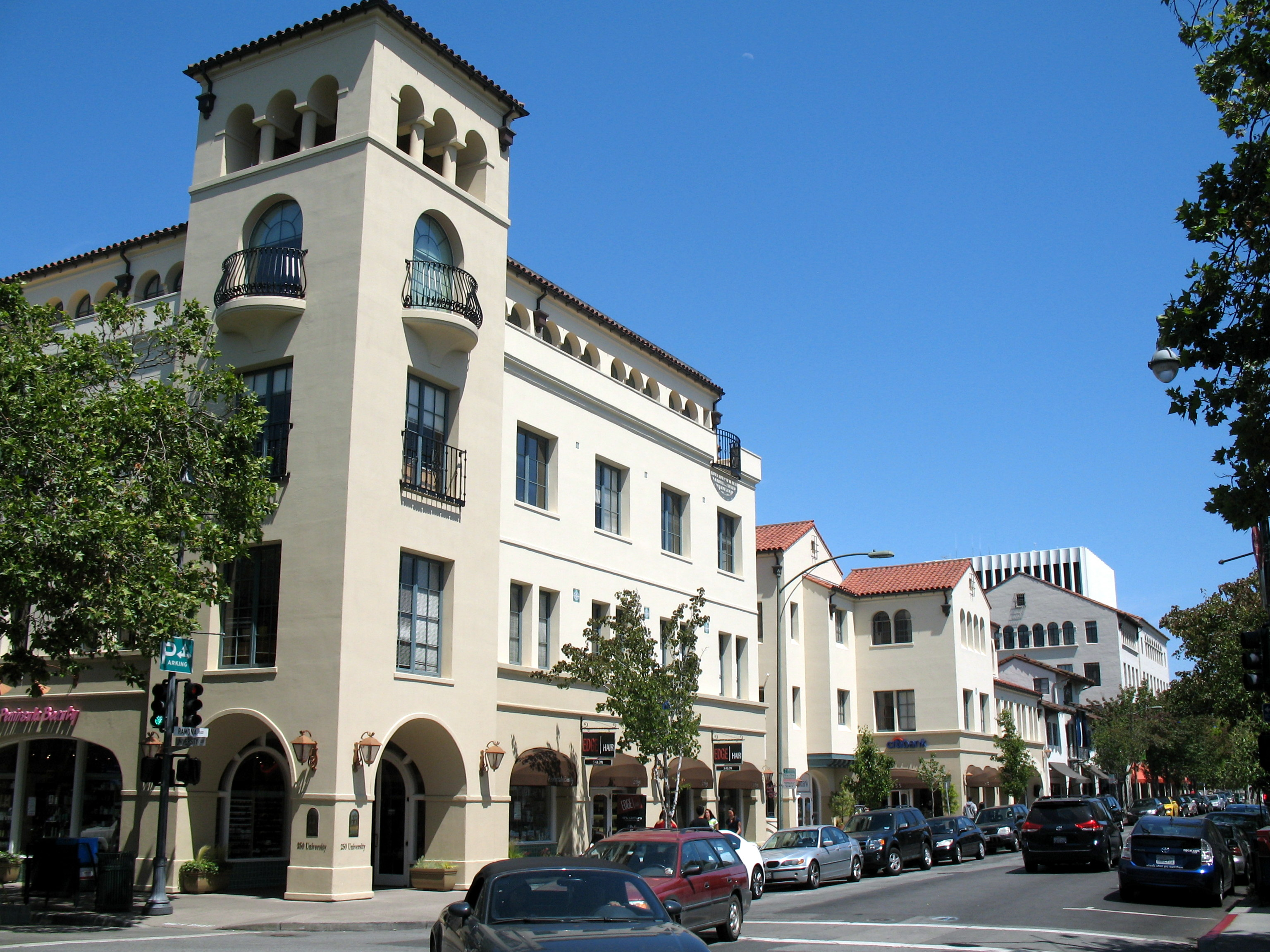
Ramona Street
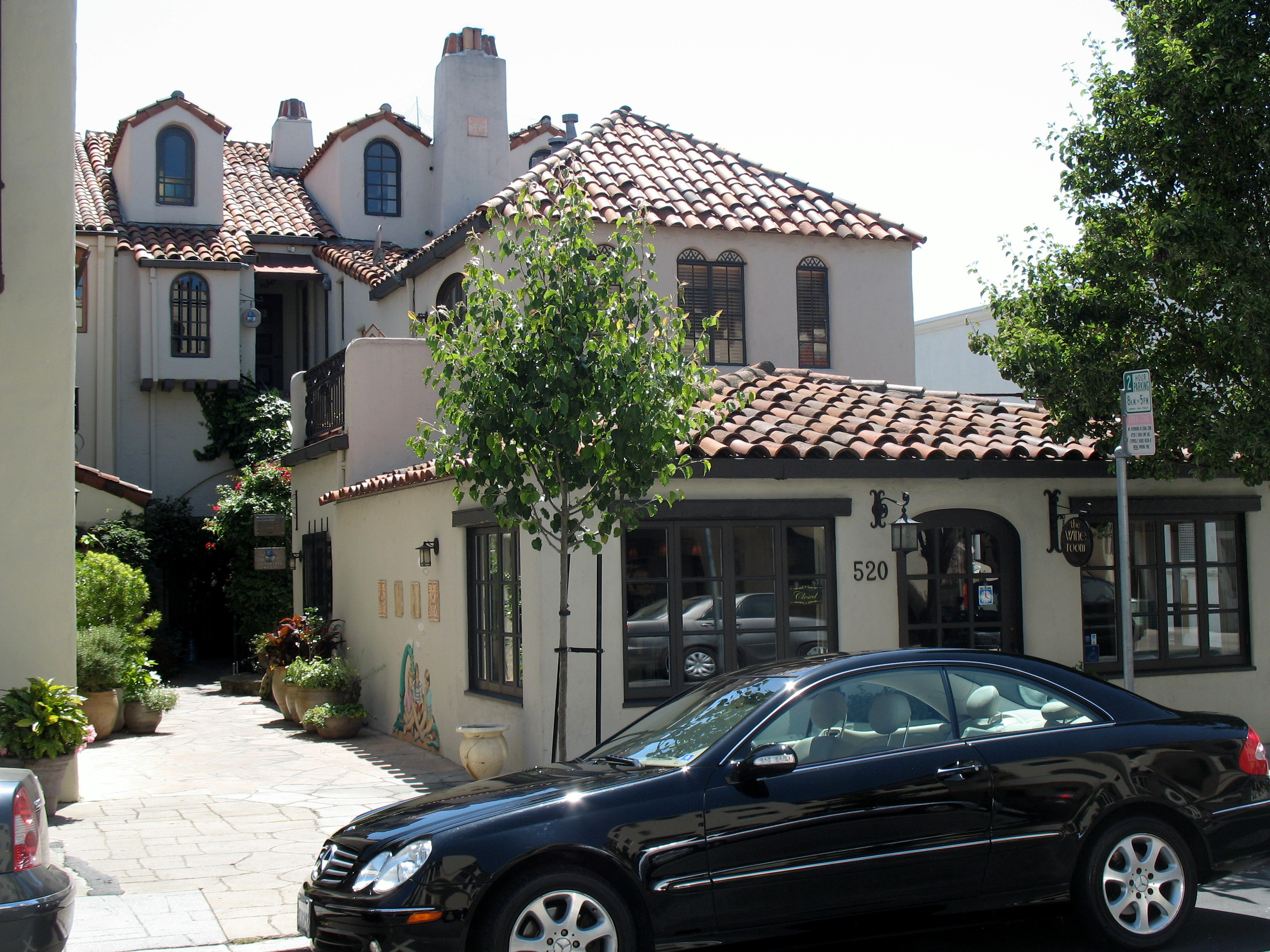
Ramona Street
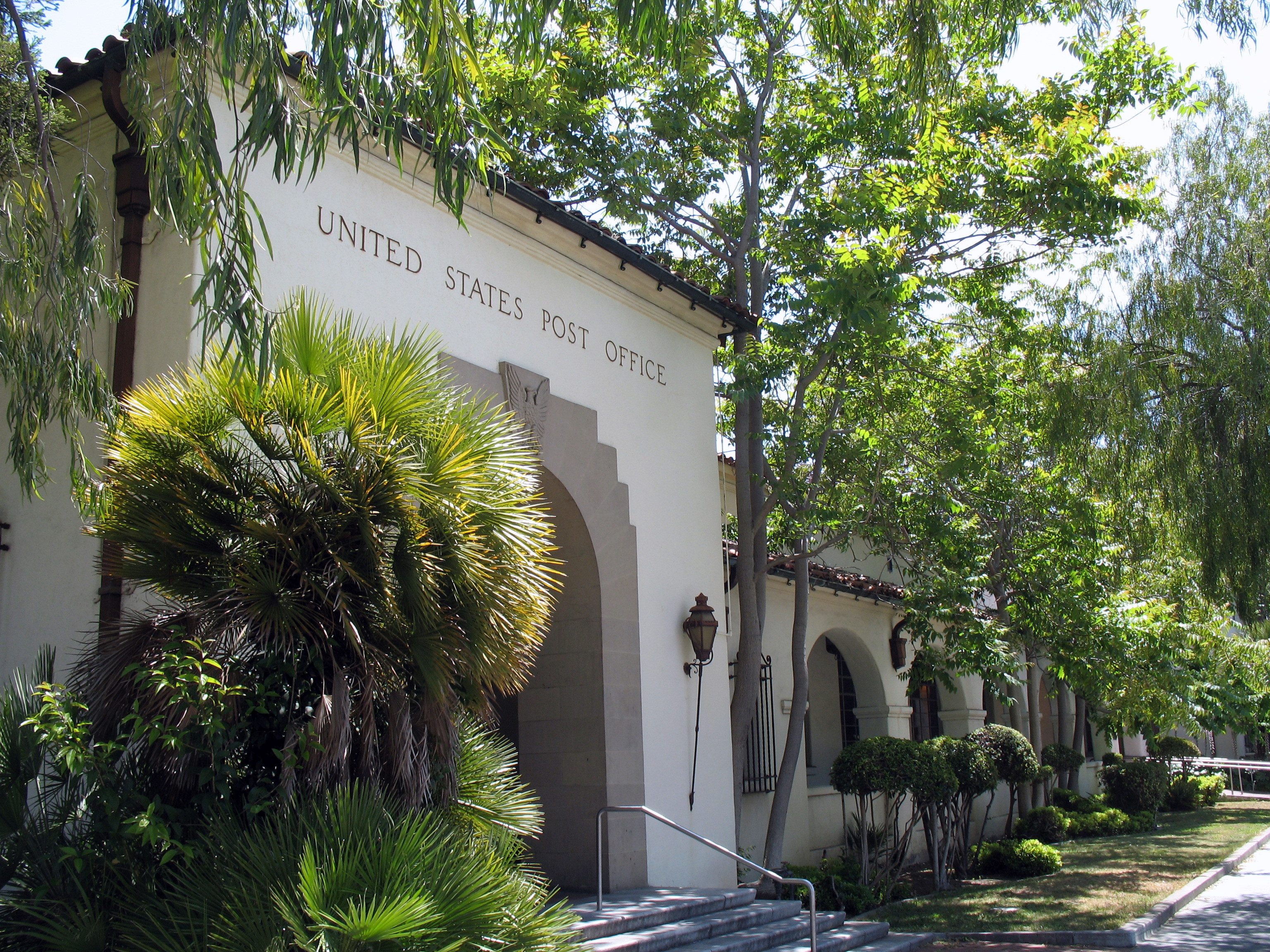
Poštovní budova v Palo Alto
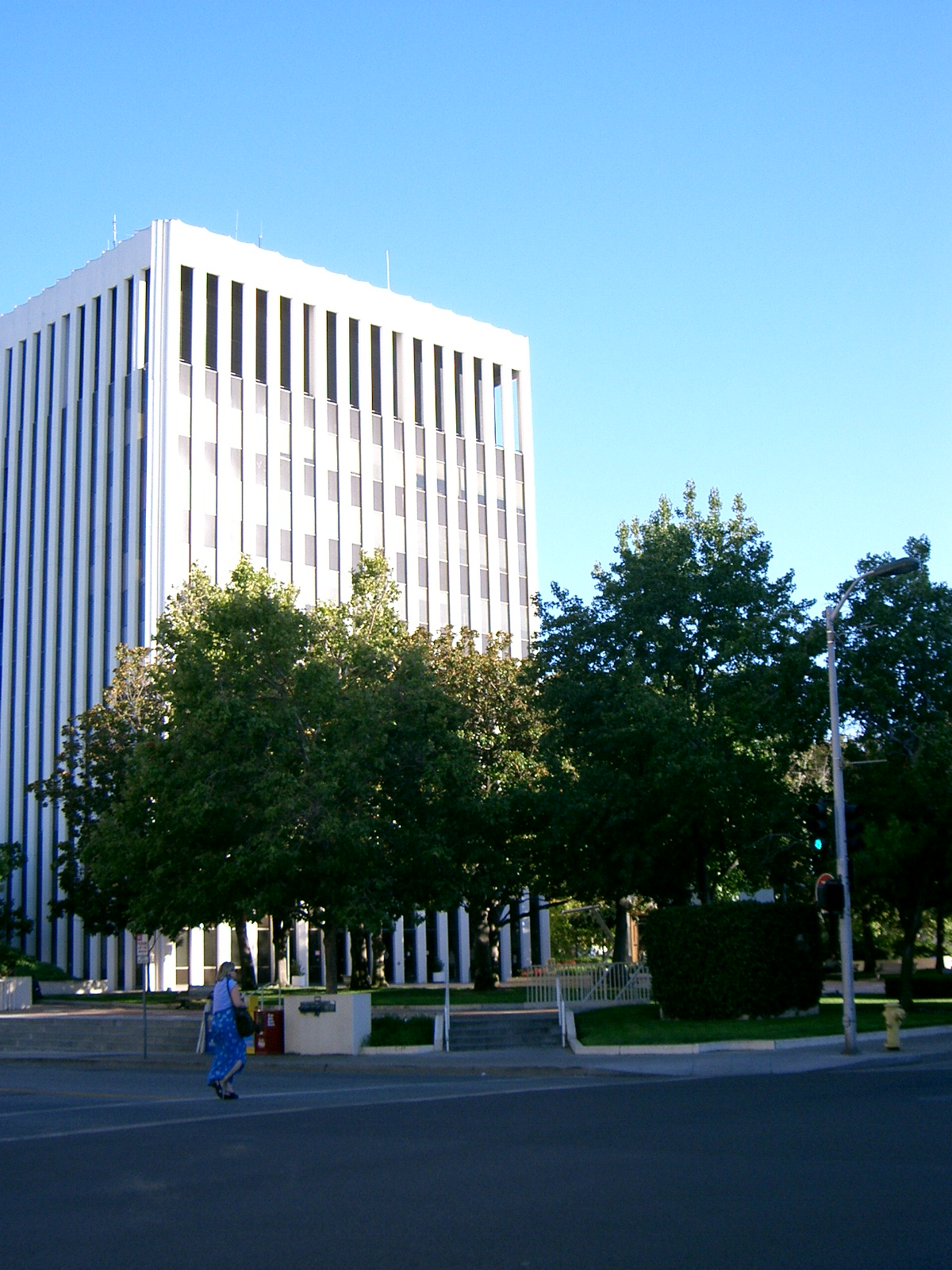
Radnice
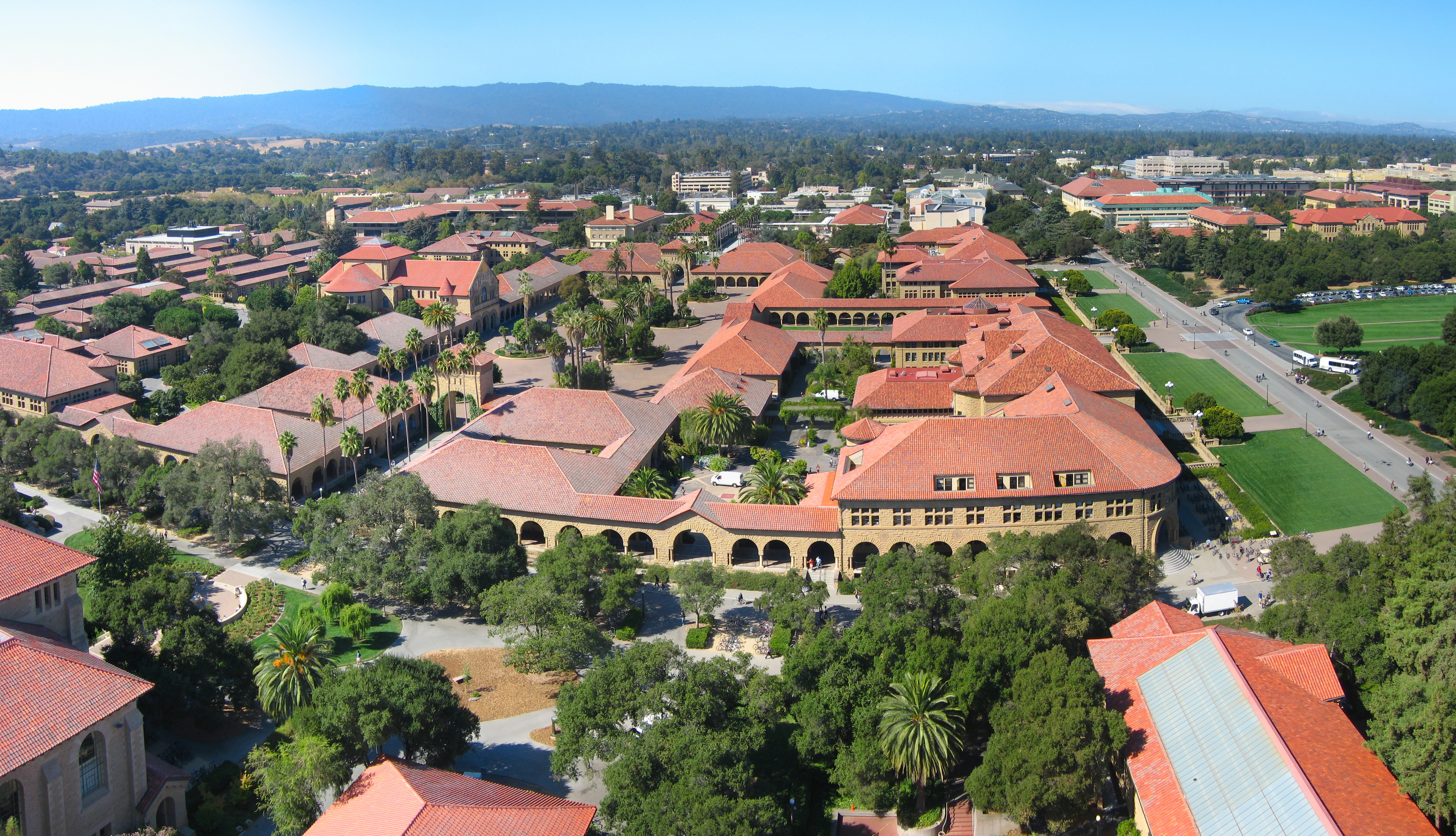
Kampus Stanfordovy university
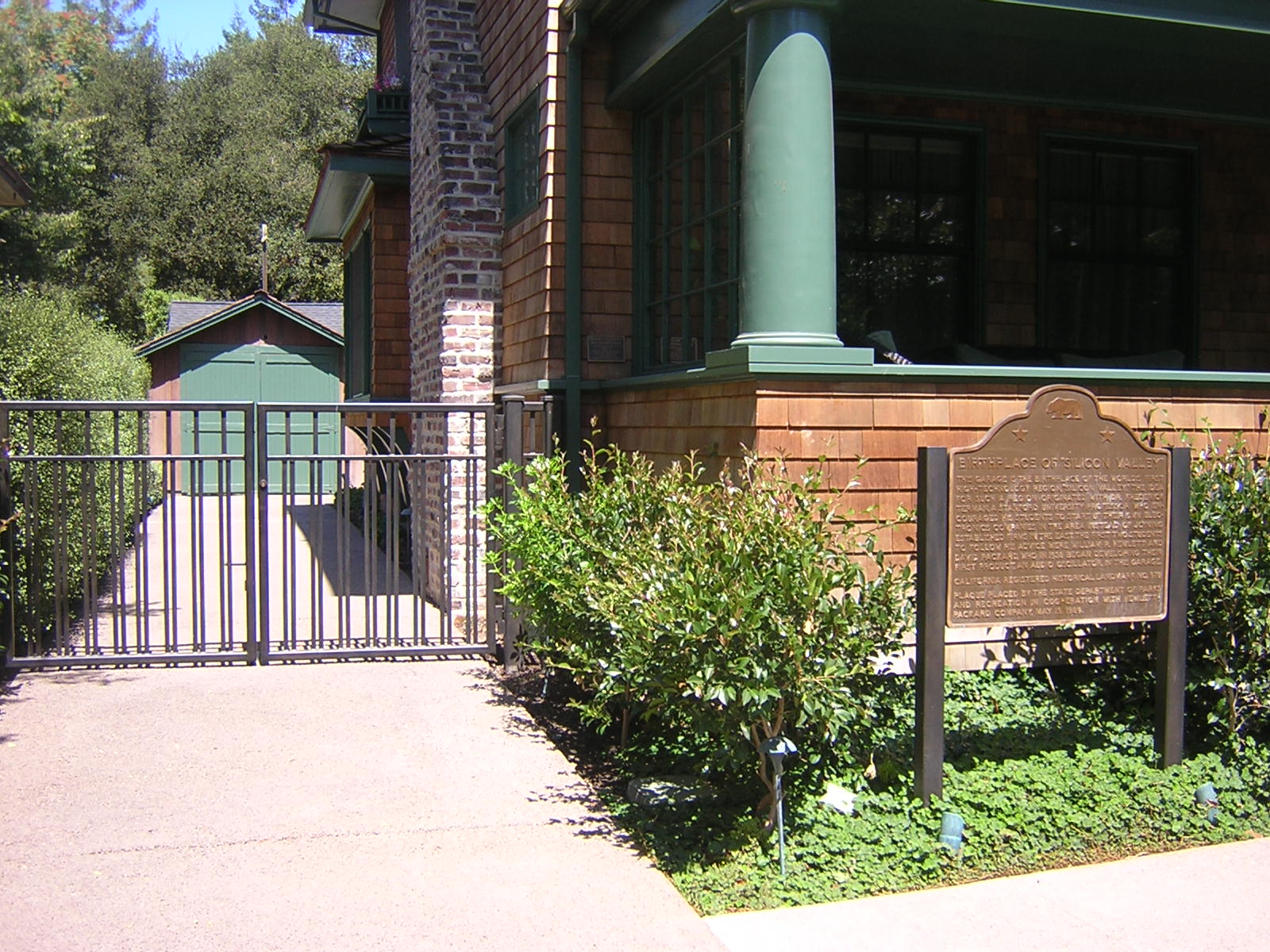
Rodný dům Davida Packarda, jednoho ze zakladatelů společnosti Hewlett-Packard
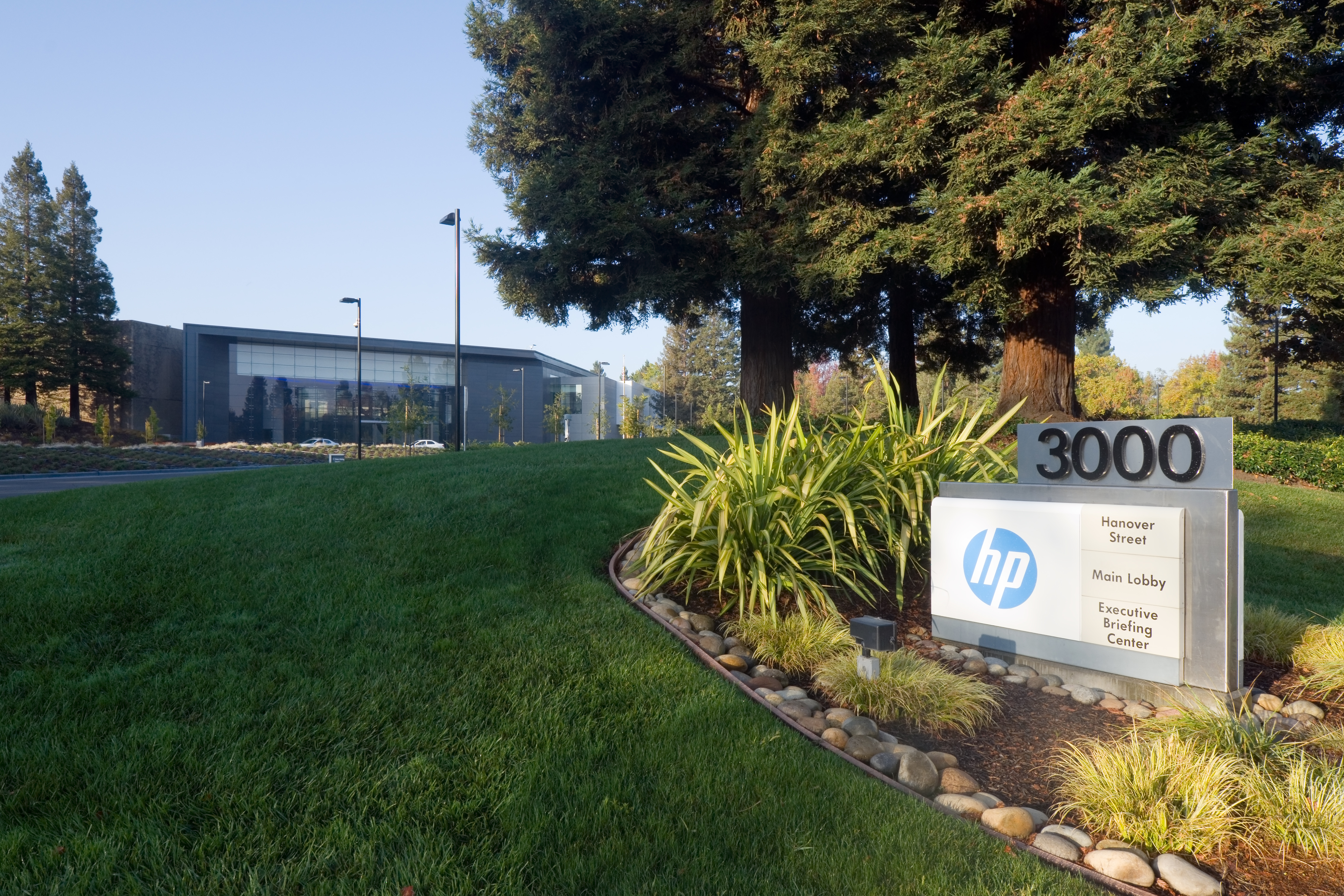
Sídlo společnosti Hewlett-Packard
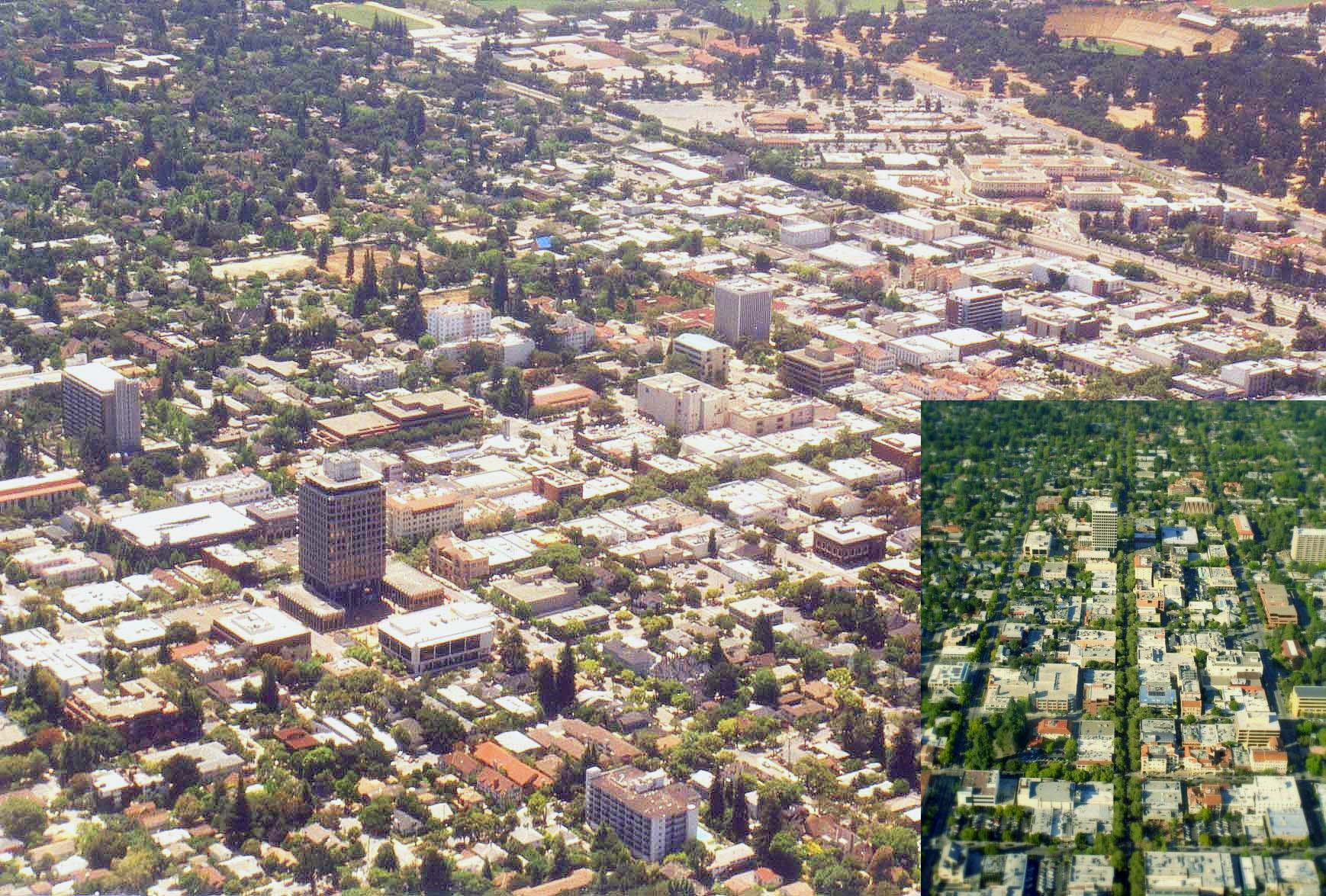
Dvojice pohledů na centra města Palo Alto
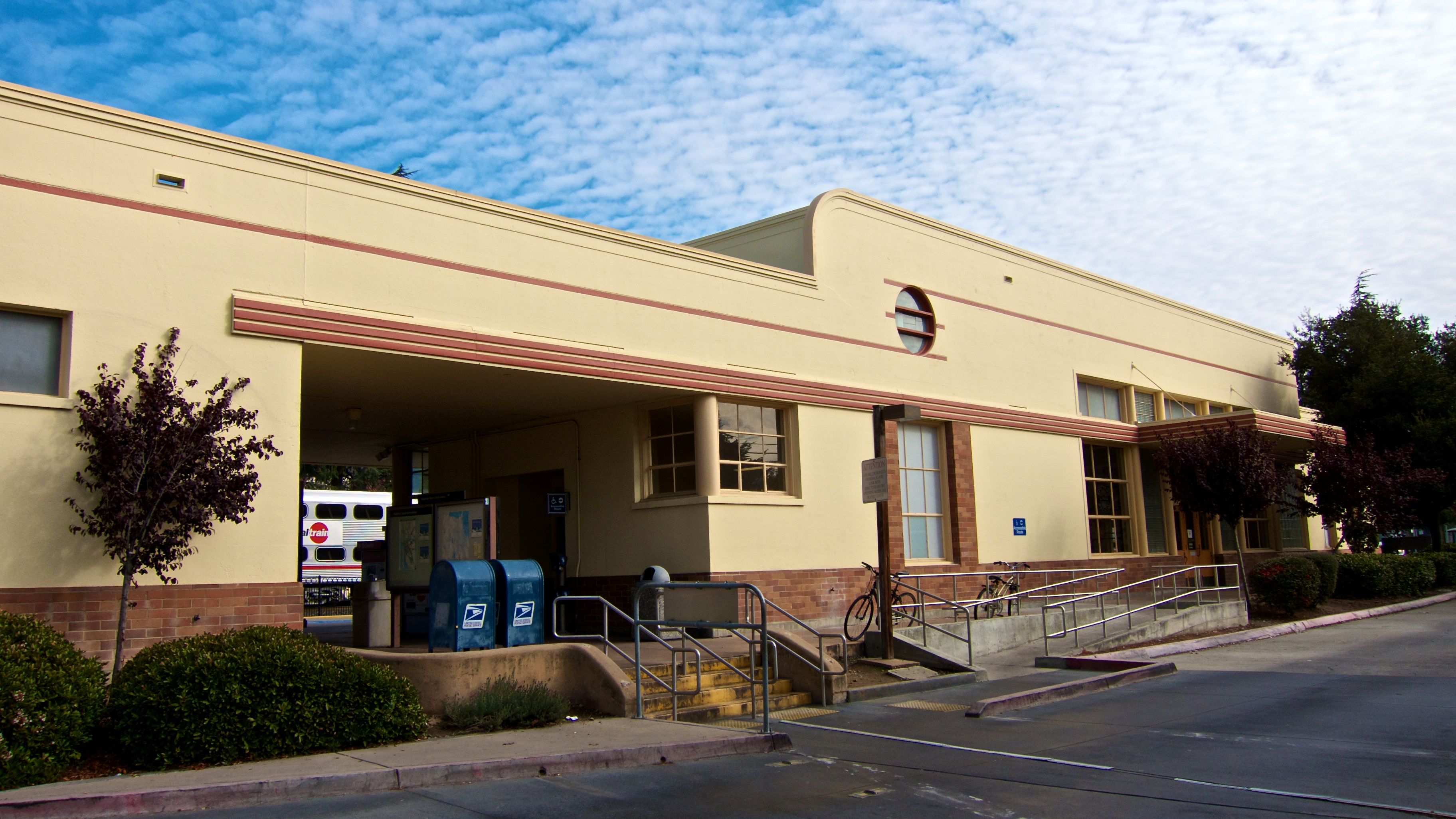
jedno ze zdejších nádraží
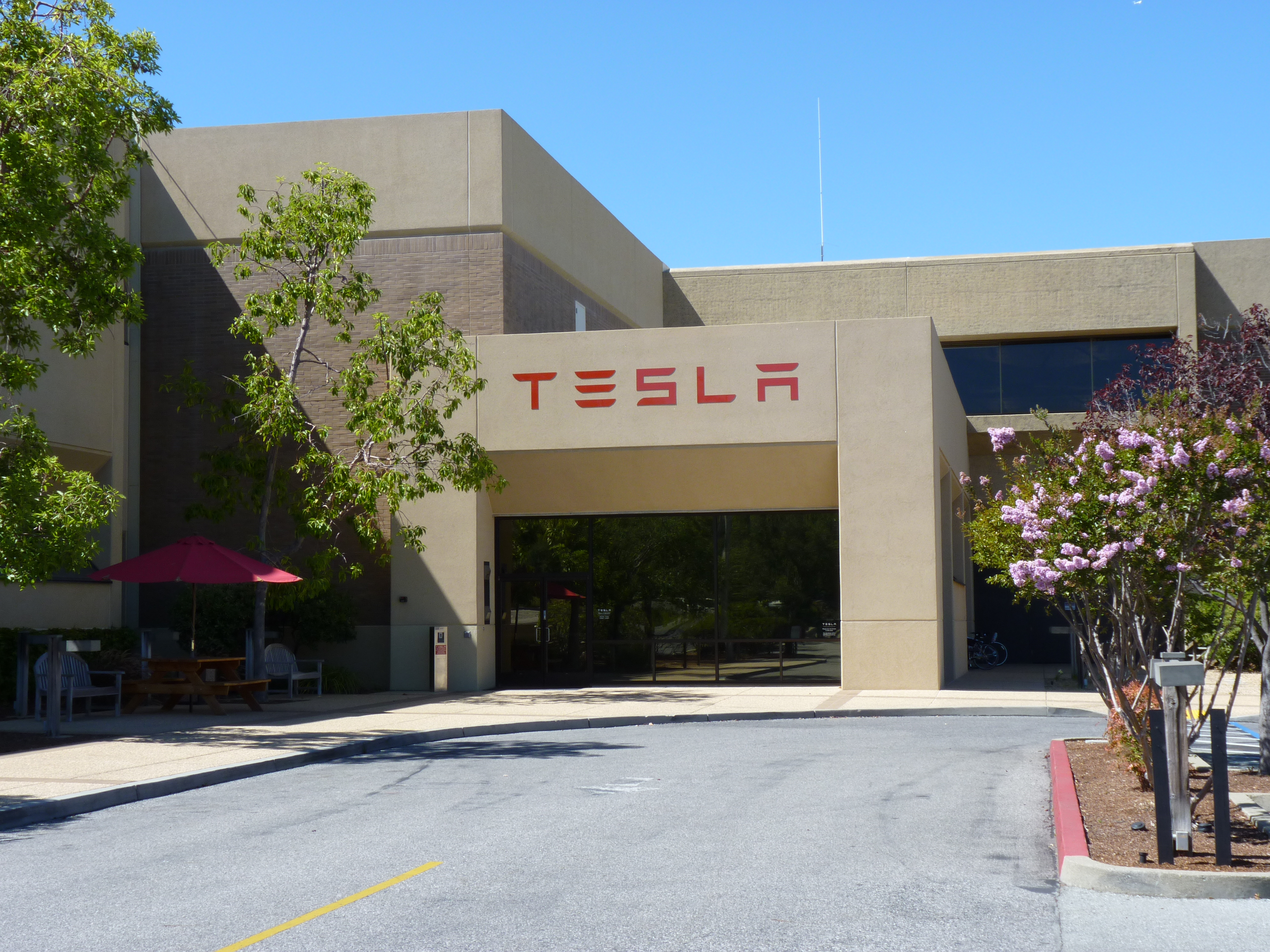
sídlo automobilové společnosti Tesla Motors
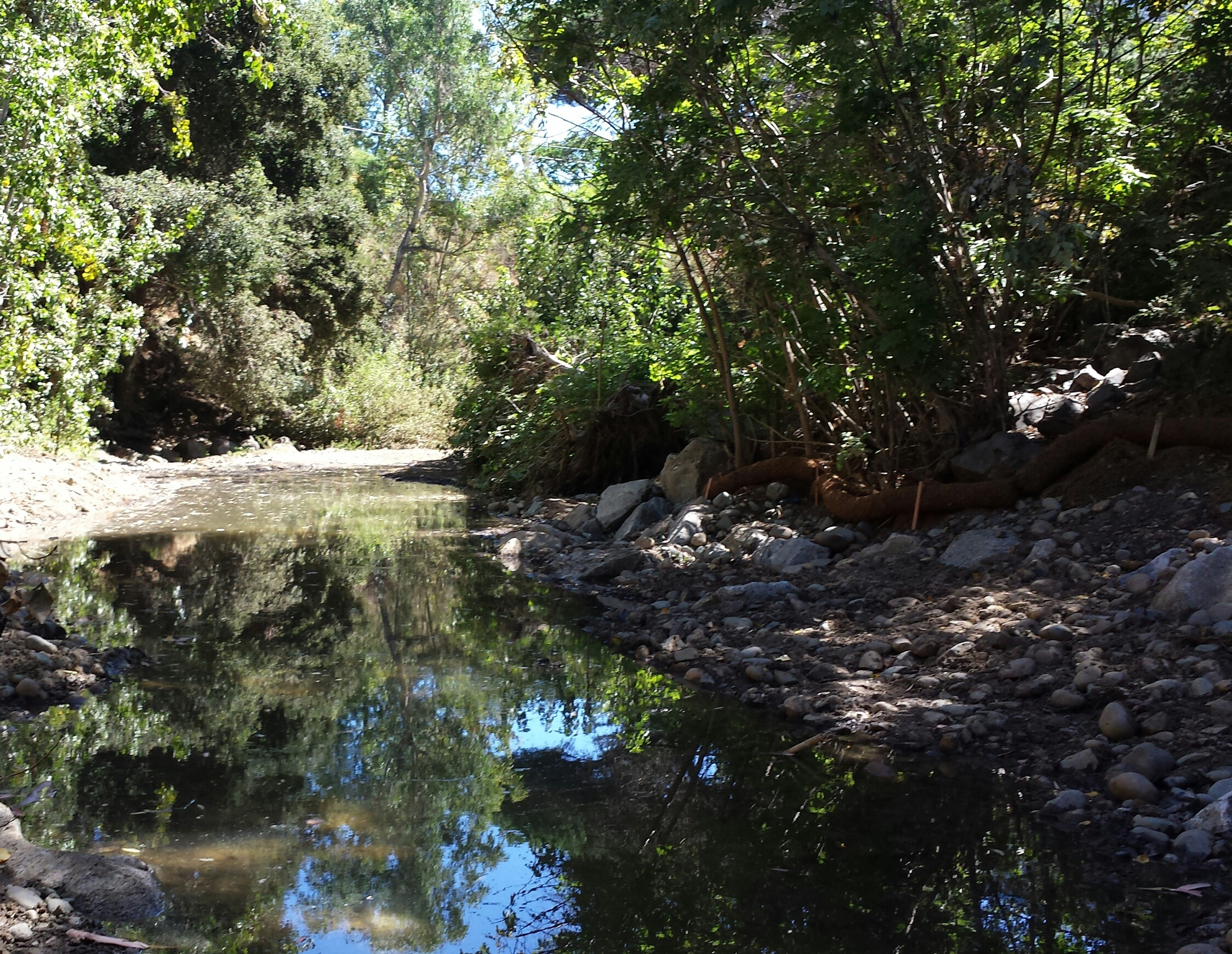
San Francisquito Creek
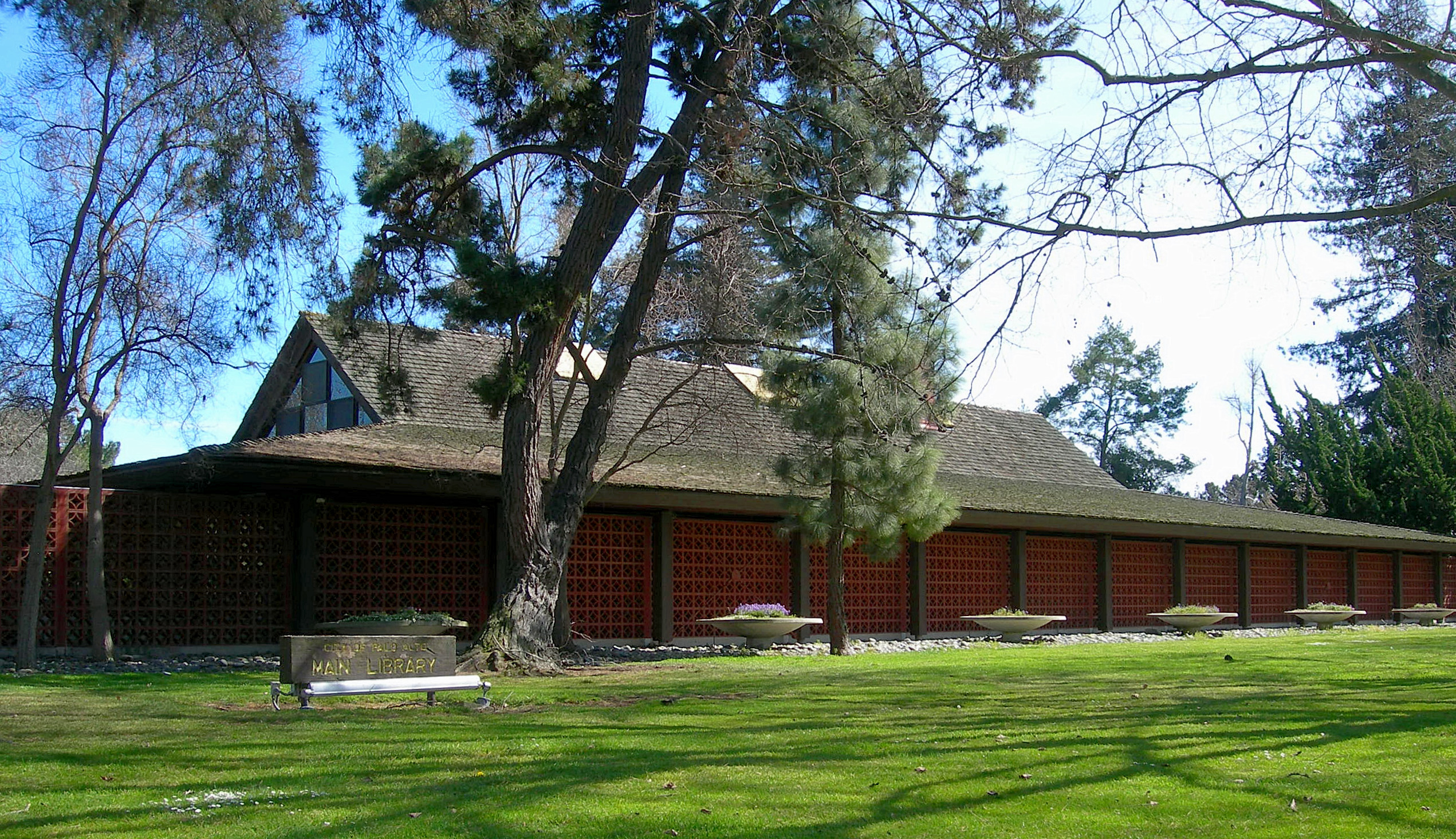
Budova hlavní městské knihovny
Areál Stanfordovy University
Stanfordova Universita
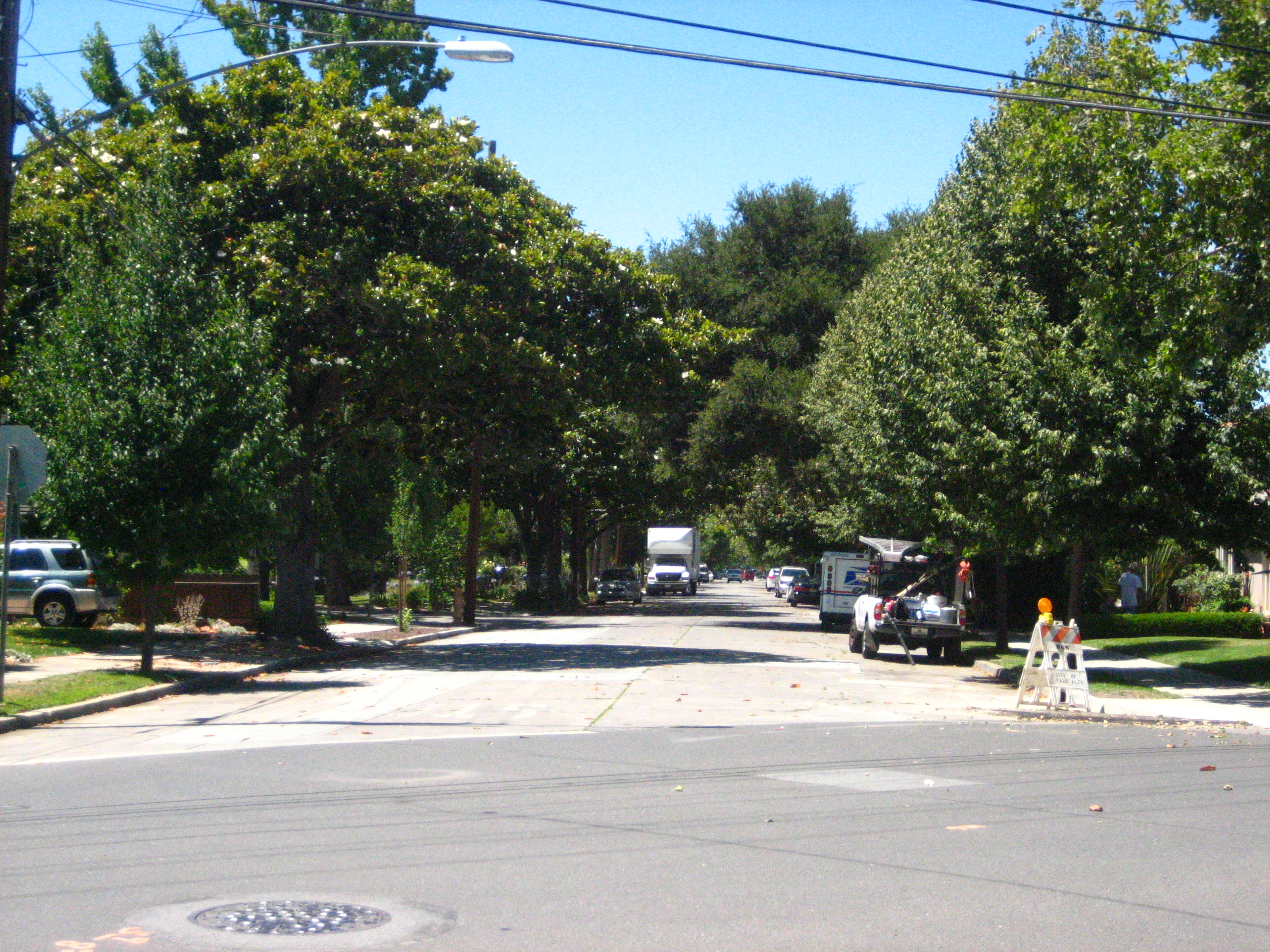
Guinda Street
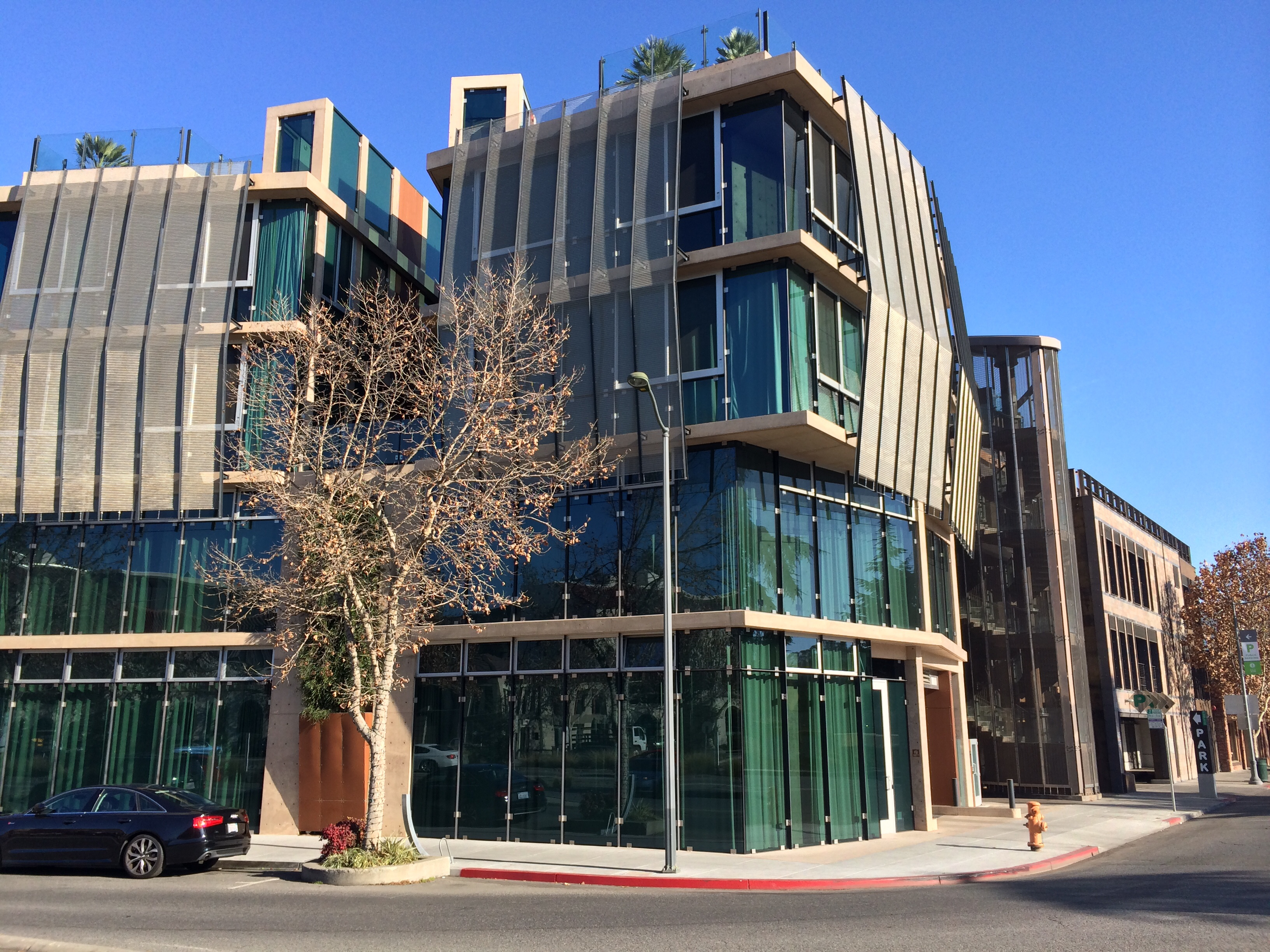
Křižovatka ulic University a Alma Street
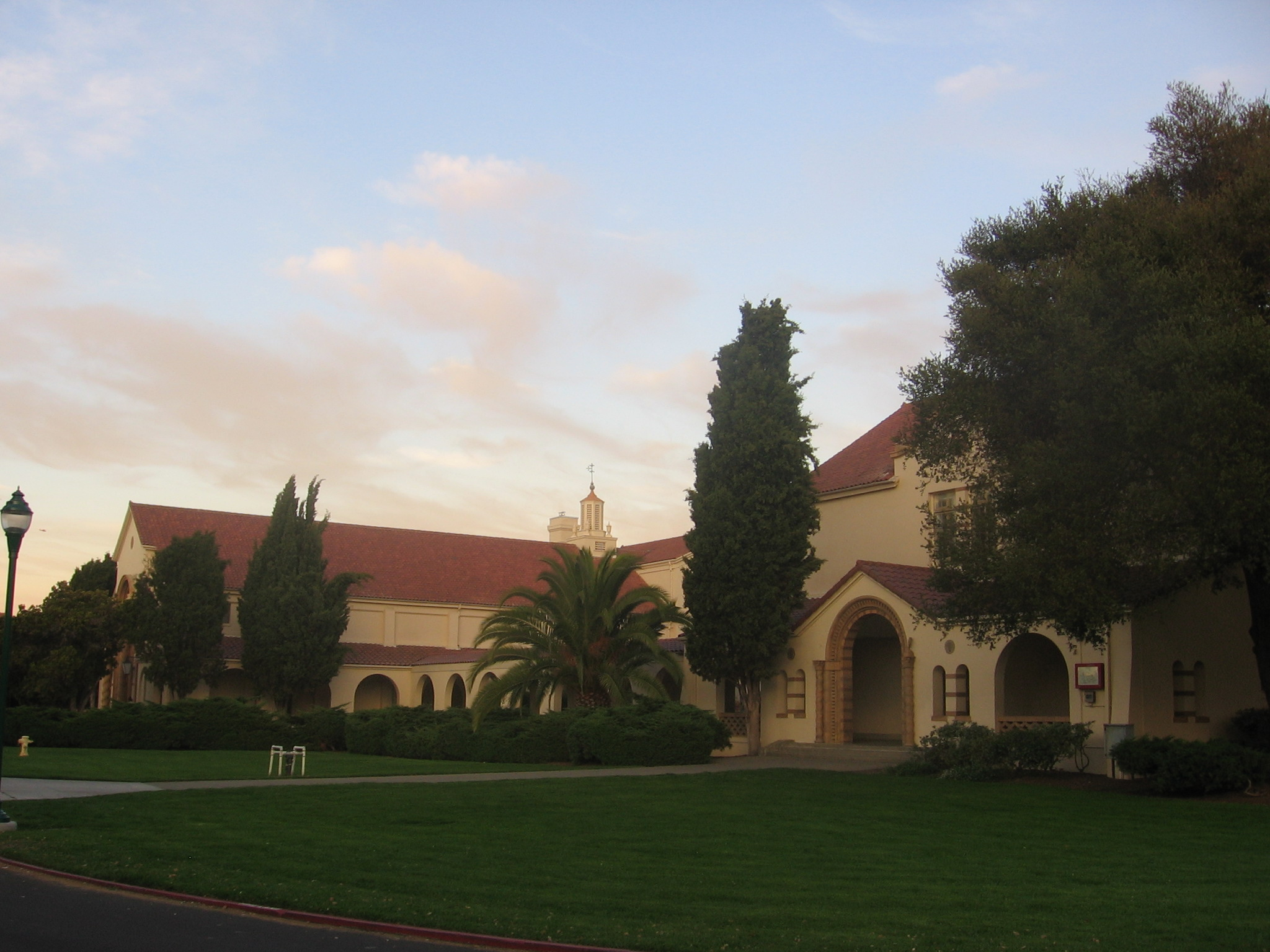
místní střední škola

## Osobnosti města
- Joan Baez (* 1941), zpěvačka
- Gregory Bateson (1904–1980), antropolog, psycholog komunikace
- Richard R. Ernst (1933–2021), nositel Nobelovy ceny za chemii
- Erle Stanley Gardner (1889–1970), spisovatel detektivek
- William Hewlett (1913–2001), spoluzakladatel firmy Hewlett-Packard
- Herbert Hoover (1874–1964), americký prezident
- Steve Jobs (1955–2011), spoluzakladatel firmy Apple
- David Packard (1912–1996), spoluzakladatel firmy Hewlett-Packard
- Larry Page (* 1973), spoluzakladatel firmy Google
- Richard Rorty (1931–2007), filosof a spisovatel
- Condoleezza Riceová (* 1954), ministryně zahraničí
- William Bradford Shockley (1910-1989), fyzik, nositel Nobelovy ceny za vynález transistoru
- Leland Stanford (1824–1893), guvernér a zakladatel Stanfordovy university
- Paul Watzlawick (1921–2007), psychoterapeut, komunikační vědec
- Mark Zuckerberg (* 1984), zakladatel sítě Facebook

## Partnerská města
- Albi, Francie
- Linköping, Švédsko
- Oaxaca, Mexiko
- Enschede, Nizozemsko
- Palo, Leyte, Filipíny
- Tsuchiura, Japonsko
- Balikpapan, Indonésie
- Dubbo, Austrálie